# Inga lacustris
Inga lacustris là một loài rau đậu thuộc họ Fabaceae.
Loài này chỉ có ở México.